# 王贵胜
王贵胜（20世纪1960年代左右—），男，中国共产党党员，中国人民解放军少将。

## 生平
王贵胜的早年简历没有对外公开。2023年3月间，王贵胜在中国科学技术大学地球和空间科学学院做党课报告时，曾自述“40年前的夏天，我离开大学的课堂，直接参军入伍。”曾任中国人民解放军总后勤部政治部组织部副部长、办公厅秘书长。
2015年，王贵胜任中国人民解放军军事医学科学院政治部主任。2017年，军事医学科学院并入军事科学院，王升任军事科学院党委常委、政治工作部主任。
2020年7月，任安徽省军区政委、党委书记。2022年4月，任中共安徽省委常委。